# Sesquicentennial Exposition

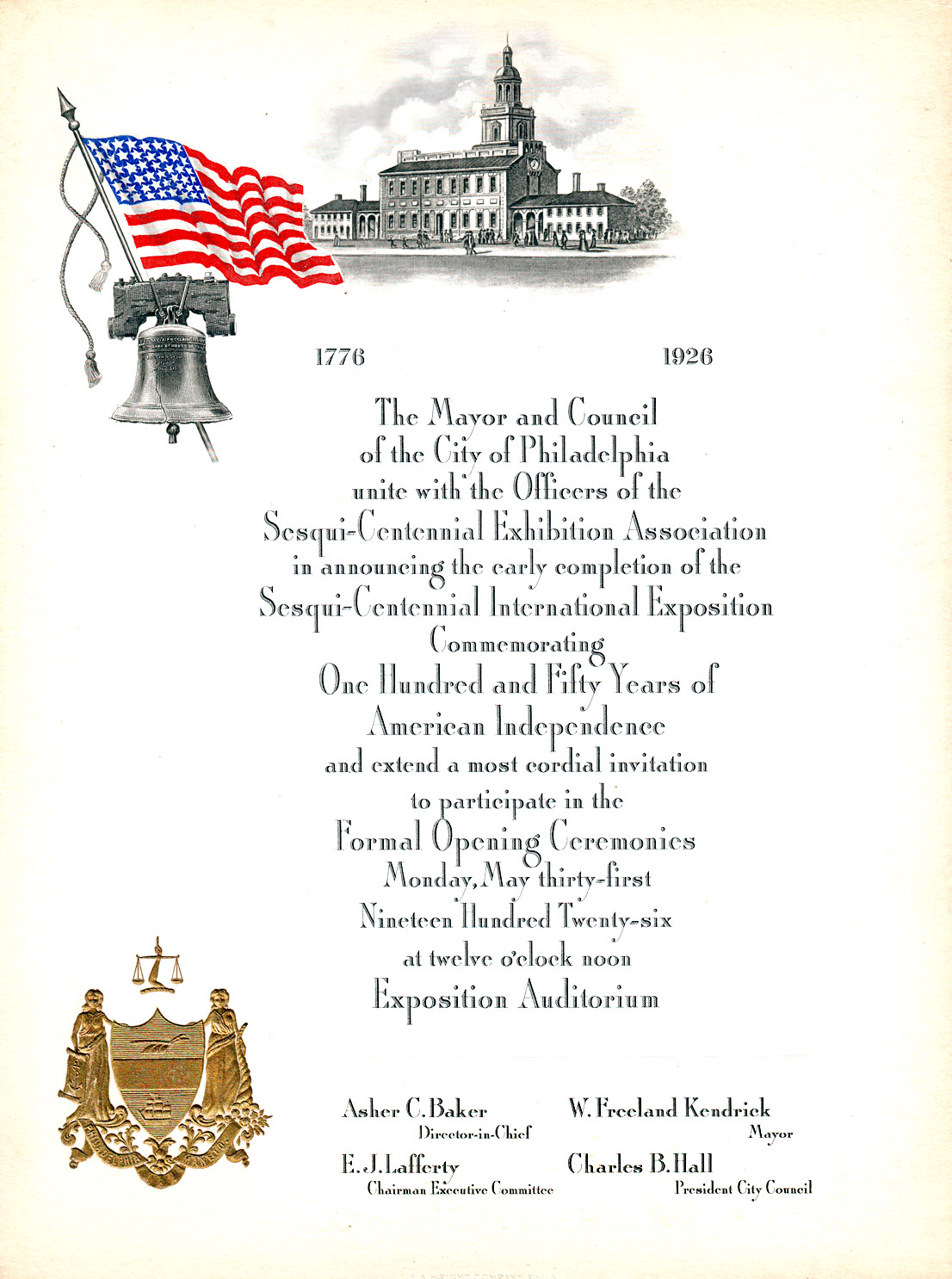
Inbjudan till invigningsceremonin

Sesqui-Centennial International Exposition hölls 1926 och var en världsutställning i Philadelphia, Pennsylvania där USA firade att 150 år gått sedan USA:s självständighetsförklaring, men också att det var 50 år sedan Centennial Exposition 1876.
Det var 1921 som Philadelphia fick äran att arrangera. De ursprungliga planerna var storskaliga, men fick skäras ned. Löjtnant David C. Collier avgick då, i protest mot budgetnedskärningarna.

### Fotnoter
1. ↑  ”Collier Quits Directorship of Exposition”. Los Angeles Times:  s. 2. 30 oktober 1925.